# حسن احمدی مقدس
حسن احمدی مقدس مشهور به مسعود احمدی مقدس، قاضی مقدس و قاضی مقدسی (۱۳۴۴ – ۱۱ مرداد ۱۳۸۴)، معاون دادستان تهران و قاضی دادگاه انقلاب اسلامی تهران بود. وی به ضرب گلوله مجید کاووسی‌فر و برادر زاده او کشته شد.

## زندگی‌نامه
حسن احمدی مقدس سال ۱۳۴۴ در محله بالاخیابان مشهد به دنیا آمد. خانواده وی از مهاجران یزدی‌تبار(اشکذر) بودند که از یزد به مشهد مهاجرت کرده بودند. در دوران همکاری خود با نظام جمهوری اسلامی، وی در رشته حقوق فارغ‌التحصیل گردید.
او قضاوت پرونده متهمان شرکت‌کننده در کنفرانس برلین را بر عهده داشت. حسن احمدی مقدس همچنین از شاهدانی بود که وکلای خانواده زهرا کاظمی قصد داشتند به دادگاه احضار کنند.
از موارد حساس در دست او، پرونده اکبر گنجی بود که وی را به پانزده سال حبس و تبعید به بشاگرد محکوم کرد (بخشی از پرونده کنفرانس برلین). او همچنین پرونده روزنامه‌نگاران روزنامه‌های جامعه و توس نظیر ابراهیم نبوی را در دست داشت.
احمدی مقدس قاضی شعبه سوم دادگاه انقلاب تهران بود و بارها از وی به عنوان «قاضی نمونه» تقدیر شده بود.
پرونده وبلاگ نویسان ایرانی همچون مجتبی سمیع‌نژاد و پرونده اتهامات اخلاقی (منکراتی) و قاچاق در مجتمع قضائی ارشاد در جریان بود.

## ترور
او در ۱۱ مرداد ۱۳۸۴، پس از پایان ساعت کاری در مجتمع قضائی ارشاد (خیابان وزرا) هنگام ترک خیابان احمد قصیر (بخارست) در حال رانندگی توسط مجید کاووسی‌فر به همدستی برادرزاده‌اش حسین کاووسی‌فر مورد اصابت گلوله قرار گرفت. حسین و مجید کاووسی در سال ۱۳۸۶ و در سالروز مرگ قاضی مقدس در محل ترور اعدام شدند.